# Artak Yedigaryan
Artak Yedigaryan (Ereván, 18 de marzo de 1990) es un futbolista armenio que juega de centrocampista en el Alashkert F. C. de la Liga Premier de Armenia. Es internacional con la selección de fútbol de Armenia.

## Carrera internacional
Yedigaryan es internacional con la selección de fútbol de Armenia con la que debutó el 25 de mayo de 2010, en la victoria de su selección por 3-1 frente a la selección de fútbol de Uzbekistán.
Marcó su primer gol con la selección el 4 de junio de 2017 en la victoria de su selección por 5-0 contra la selección de fútbol de San Cristóbal y Nieves.

## Clubes
| Club                   | País     | Año       |
| ---------------------- | -------- | --------- |
| F. C. Pyunik Ereván    | Armenia  | 2007-2012 |
| F. C. Metalurg Donetsk | Ucrania  | 2012-2013 |
| F. C. Pyunik Ereván    | Armenia  | 2013      |
| F. C. Banants          | Armenia  | 2013-2014 |
| F. K. Žalgiris         | Lituania | 2014-2015 |
| Alashkert F. C.        | Armenia  | 2015-2019 |
| F. C. Pyunik Ereván    | Armenia  | 2019-2020 |
| F. C. Ararat Ereván    | Armenia  | 2020-2021 |
| Alashkert F. C.        | Armenia  | 2021-     |

## Palmarés

### Pyunik Ereván
- Liga Premier de Armenia (4): 2007, 2008, 2009, 2010
- Copa de Armenia (3): 2009, 2010, 2013
- Supercopa de Armenia (3): 2007, 2008, 2010

### FK Žalgiris
- A Lyga (1): 2014
- Copa Lituana de Fútbol (2): 2014, 2015

### Alashkert
- Liga Premier de Armenia (3): 2016, 2017, 2018
- Supercopa de Armenia (1): 2016